# Steel Pulse

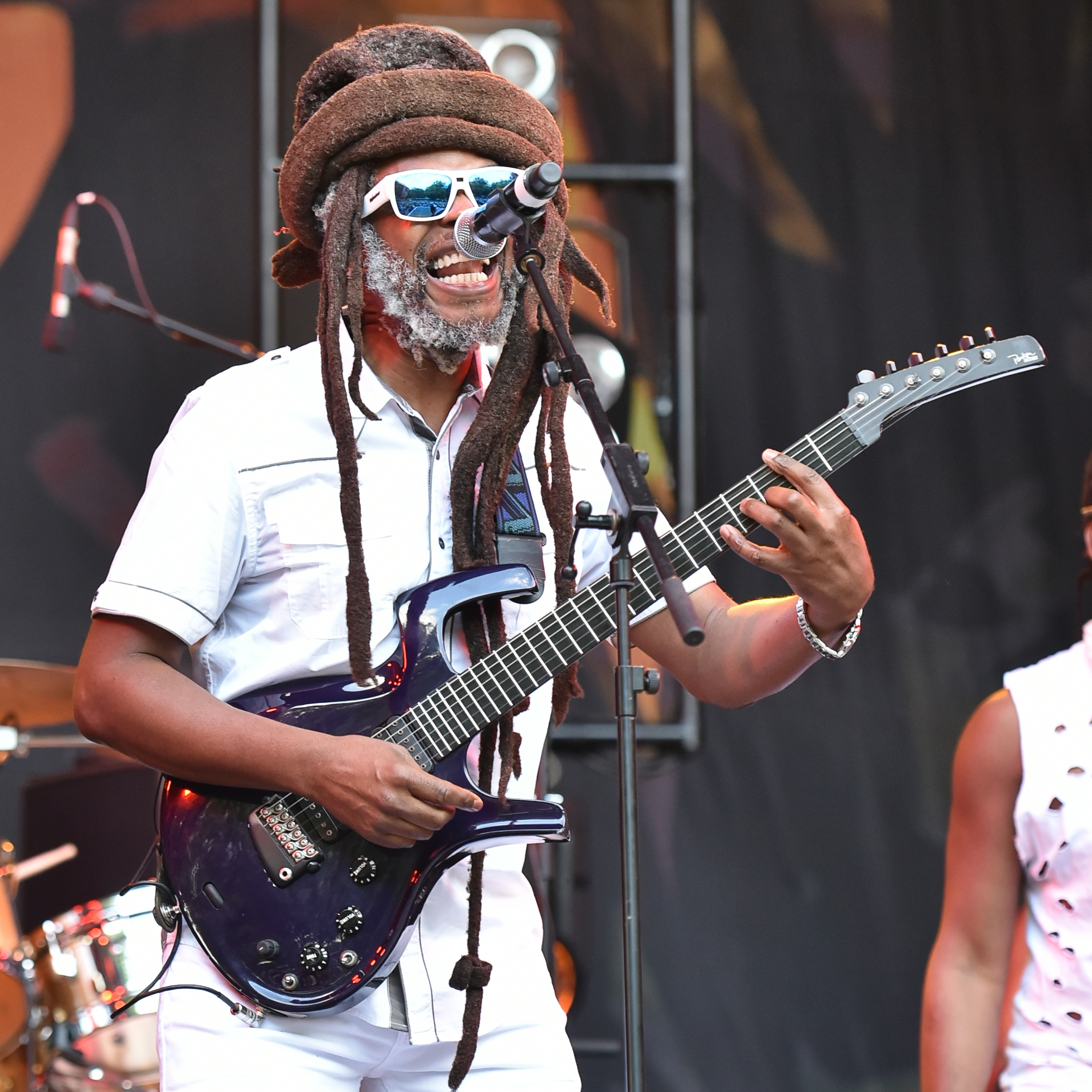
Steel Pulse beim Ruhr Reggae Summer 2017 in Mülheim

Steel Pulse ist eine britische Roots- und Conscious-Reggae-Band.

## Geschichte
Die Formation entstand an der Handsworth Wood Boys School (Birmingham, England), als sich David Hinds (Gesang, Gitarre), Basil Gabbidon (Solo-Gitarre, Gesang) und Ronald McQueen (Bass) zu einer Band zusammenschlossen. Hinds, musikalischer Kopf der Band, war von Anfang an die treibende Kraft hinter Steel Pulse, seit sie sich in der Birminghamer Club-Scene etablierten. Inhaltlich wurden sie maßgeblich von den Ideen Marcus Garveys inspiriert, mit denen sie erstmals durch die Musik von Burning Spear in Berührung kamen. Ende der 1970er Jahre zählte Steel Pulse zu den in der Bewegung Rock Against Racism aktiven Bands, auf ihrer LP Tribute To The Martyrs widmeten sie der Bewegung das Lied Jah Pickney – R.A.R.
Im Jahr 1987 gewannen sie mit Babylon The Bandit den Grammy in der Kategorie Beste Reggae-Aufnahme.

## Diskografie

### Alben
| Jahr | Titel                  | Höchstplatzierung, Gesamtwochen, AuszeichnungChartplatzierungen (Jahr, Titel, Platzierungen, Wochen, Auszeichnungen, Anmerkungen) | Höchstplatzierung, Gesamtwochen, AuszeichnungChartplatzierungen (Jahr, Titel, Platzierungen, Wochen, Auszeichnungen, Anmerkungen) | Anmerkungen |
| Jahr | Titel                  | UK | US | Anmerkungen |
| ---- | ---------------------- | --- | --- | ----------- |
| 1978 | Handsworth Revolution  | UK9 (12 Wo.)UK | — |             |
| 1979 | Tribute to the Martyrs | UK42 (6 Wo.)UK | — |             |
| 1982 | True Democracy         | — | US120 Gold · (13 Wo.)US |             |
| 1984 | Earth Crisis           | — | US154 Gold · (12 Wo.)US |             |
| 1988 | State of Emergency     | — | US127 (7 Wo.)US |             |

Weitere Alben
- 1980: Caught You
- 1985:Babylon The Bandit
- 1991: Victims
- 1994: Vex
- 1997: Rage and Fury
- 2004: African Holocaust
- 2019: Mass Manipulation

### Livealben
- 1992: Rastafari Centennial – Live In Paris (Elysee Montmartre)
- 1999: Living Legacy

### Kompilationen
- 1984: Reggae Greats
- 1993: Smash Hits
- 1996: Rastanthology
- 1997: Sound System: The Island Anthology
- 1999: Living Legacy
- 2000: Ultimate Collection
- 2004: 20th Century Masters: The Millennium Collection

### Singles
| Jahr | Titel Album                         | Höchstplatzierung, Gesamtwochen, AuszeichnungChartplatzierungen (Jahr, Titel, Album, Platzierungen, Wochen, Auszeichnungen, Anmerkungen) | Höchstplatzierung, Gesamtwochen, AuszeichnungChartplatzierungen (Jahr, Titel, Album, Platzierungen, Wochen, Auszeichnungen, Anmerkungen) | Anmerkungen |
| Jahr | Titel Album                         | DE | UK | Anmerkungen |
| ---- | ----------------------------------- | --- | --- | ----------- |
| 1978 | Ku Klux Klan Handsworth Revolution  | — | UK41 (4 Wo.)UK |             |
| 1978 | Prodigal Son Handsworth Revolution  | — | UK35 (6 Wo.)UK |             |
| 1979 | Sound System Tribute to the Martyrs | — | UK71 (2 Wo.)UK |             |
| 1997 | Brown Eyed Girl Rage and Fury       | DE70 (9 Wo.)DE | — |             |